# Không kích bệnh viện Kunduz
Cuộc không kích bệnh viện Kunduz diễn ra ngày 03 tháng 10 năm 2015 tại Kunduz, Afghanistan. Một máy bay chiến đấu không quân Hoa Kỳ AC-130U tấn công Trung tâm tâm thần Kunduz (Trauma Centre) do tổ chức Bác sĩ không biên giới (MSF, Médecins Sans Frontières) điều hành tại thành phố Kunduz, thuộc tỉnh cùng tên ở miền bắc Afghanistan. Tổn thất đã được ghi nhận rằng ít nhất 42 người đã thiệt mạng và hơn 30 người khác bị thương. Trong số tử nạn có 13 nhân viên bệnh viện, 10 bệnh nhân trong đó có 3 trẻ em, và 9 bệnh nhân khác mất tích. Tòa nhà chính của bệnh viện bị phá hủy, hoạt động bệnh viện không khôi phục được, và nhân viên rút lui khỏi Kunduz, dẫn đến thành phố không còn hỗ trợ y tế. Cuộc điều tra của quân đội Mỹ tuyên bố rằng cuộc không kích là không chủ ý, và do người thừa hành không tuân thủ các quy tắc gây ra. Một số thành viên đã bị đình chỉ công việc. Điều tra này kết luận là "cuộc không kích do lỗi của con người" ("tragic and avoidable accident, caused by human error").